# Vaticaans kenteken

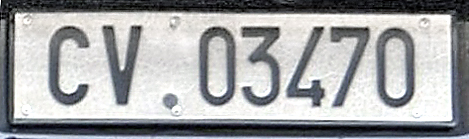
Kenteken uit Vaticaanstad

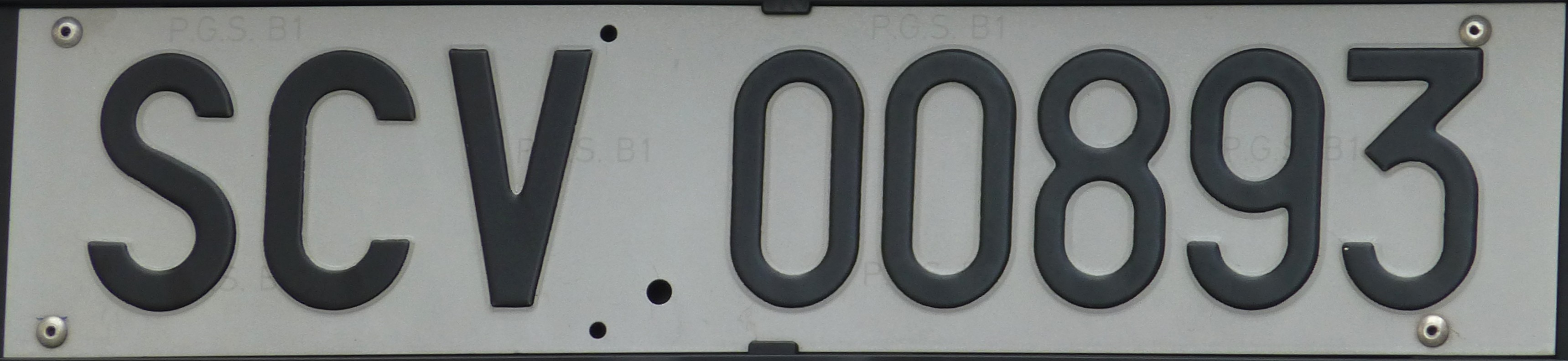
Kenteken van een voertuig van de staat

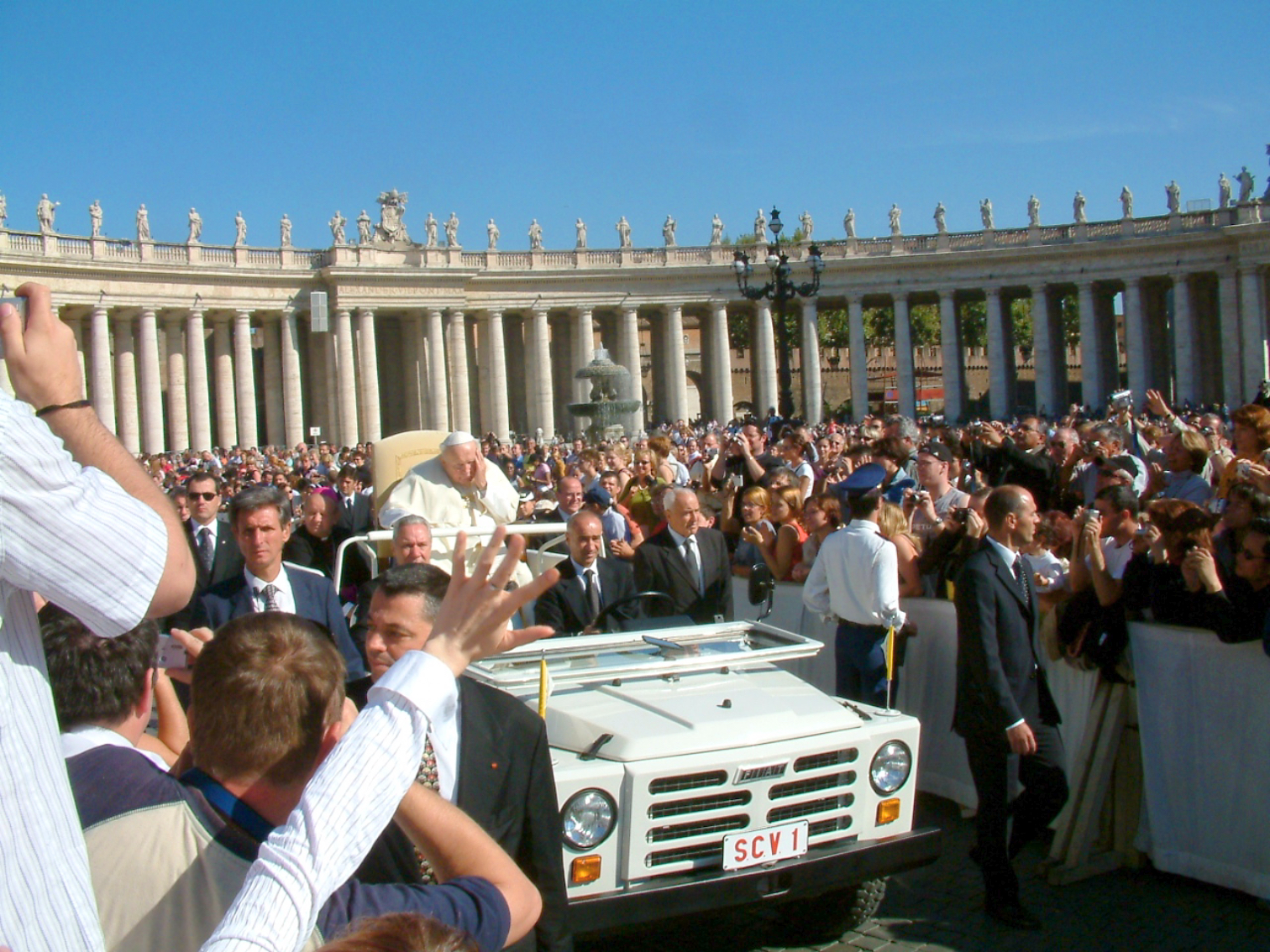
Een pausmobiel met kenteken SCV 1 en met Paus Johannes Paulus II aan boord.

Een Vaticaans kenteken is een kenteken van een voertuig uit Vaticaanstad.
De kentekenplaat lijkt op het Italiaans kenteken en bestaat uit een combinatie van twee of drie letters gevolgd door een tot vijf cijfers.
De voertuigen van inwoners van deze ministaat krijgen een witte kentekenplaat met in het zwart de twee letters CV en daarna vijf cijfers. 
Voertuigen van de staat zelf hebben een witte kentekenplaat met in het zwart de drie letters SCV (Status Civitatis Vaticanæ) en vijf cijfers. 
Kentekenplaten van kardinalen en de paus hebben een witte kentekenplaat met de rode letters SCV gevolgd door een of meer cijfers. 